# Mirabello Cavalori

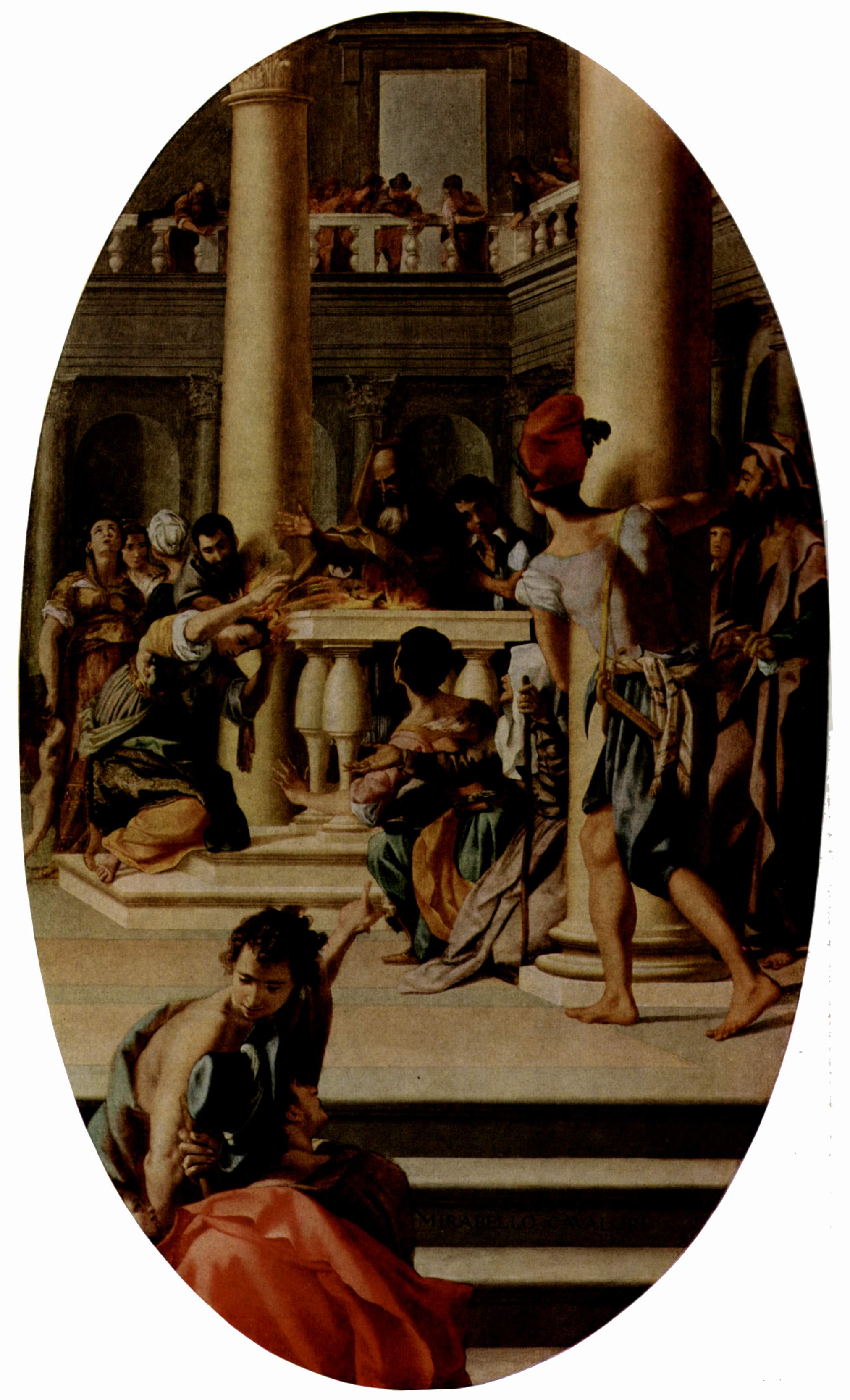
Sacrifice de Lavinia, Studiolo de François Ier, Palazzo Vecchio, Florence.

Mirabello Cavalori (Salincorno près de  Montefortino, 1520 - 27 août 1572) est un peintre du maniérisme italien actif à Florence.

## Biographie
Contemporain de Maso da San Friano et plus jeune que Giorgio Vasari, il est le dernier peintre employé à la  décoration du Studiolo de François Ier de Médicis au Palazzo Vecchio, pour lequel il produit La fabrique de laine.
Toujours au Palazzo Vecchio on y trouve son Sacrifice de Lavinia et son Sacrifice d'Isaac.

## Œuvres
Studiolo de François Ier, Palazzo Vecchio
- La Fabrique de laine (1570-1572),
- Sacrifice de Lavinia (1565),
- Sacrifice d'Isaac,

Autres
- Personnages en discussion (v. 1560), National Gallery, Londres,
- Martyre de sainte Christine, en collaboration avec Girolamo Macchietti, Whitfield Fine Art, Londres,
- Isaac bénissant Jacob, ancienne Colección Loeser,
- Pentecôte (1555-1572), Chapelle Spirito Santo, Badia Fiorentina, Florence,
- Allégorie de l'amitié, collection privée.

## Source de traduction
- (en) Cet article est partiellement ou en totalité issu de l’article de Wikipédia en anglais intitulé « Mirabello Cavalori » (voir la liste des auteurs) dans sa version du 22 mai 2007.